# Pocillopora meandrina
Pocillopora meandrina is een rifkoralensoort uit de familie van de Pocilloporidae. De wetenschappelijke naam van de soort werd in 1846 voor het eerst geldig gepubliceerd door James Dwight Dana.

## Beschrijving
De kolonies van P. meandrina kunnen vrij stevig en koepelvormig of vertakkend zijn met gebieden die ofwel afgeplat en richelachtig of fijn en ingewikkeld zijn. De kolonies zijn bedekt met wratachtige gezwellen die voetwratten worden genoemd. De kleur varieert van bruin tot roze en de poliepen met hun uitgestrekte tentakels zijn meestal alleen 's nachts zichtbaar.

## Verspreiding
P. meandrina komt voor in de Indische en Stille Oceaan en wordt aangetroffen in een reeks omgevingen, waaronder blootgestelde riffen, beschermde lagunes en lagere rifhellingen.

## Biologie
P. meandrina is een hermafrodiet en elke poliep bevat vier sets mannelijke en vier sets vrouwelijke geslachtsklieren. De larven ontwikkelen zich in het lichaam van de poliep en worden pas in het water verdreven als ze volwassen zijn. Ze blijven een aantal weken vrij zwemmen voordat ze zich vestigen en beginnen met het opbouwen van een harde matrix. De poliepen kunnen zich ook ongeslachtelijk voortplanten door fragmentatie.
De poliepen voeden zich door kleine prooien te vangen met hun tentakels. Ze bevatten ook zoöxanthellen, microscopisch kleine algen, die in staat zijn tot fotosynthese. Deze symbionten produceren energierijke verbindingen die de poliepen metaboliseren, terwijl de stijve structuur van het ondiepwaterkoraal zorgt voor een stabiele, goed verlichte, beschermende omgeving voor de algen om te gedijen.